# كلينت ماثيس
كلينت ماثيس (بالإنجليزية: Clint Mathis)‏ (مواليد 25 نوفمبر 1976) هو لاعب كرة قدم. يلعب مع منتخب الولايات المتحدة الأمريكية لكرة القدم. سبق له أن لعب في كأس العالم لكرة القدم مع منتخب بلاده.

## روابط خارجية
- كلينت ماثيس على موقع الاتحاد الدولي (مؤرشف)  (الإنجليزية)
- كلينت ماثيس على موقع الدوري الأمريكي (الإنجليزية)
- كلينت ماثيس على موقع قاعدة بيانات كرة القدم.إي يو (الإنجليزية)
- كلينت ماثيس على موقع ناشيونال فوتبول تيمز (الإنجليزية)
- كلينت ماثيس على موقع Soccerway.com (الإنجليزية)
- كلينت ماثيس على موقع عالم كرة القدم.نت (الإنجليزية)
- كلينت ماثيس على موقع كووورة